# Prezidentské volby v Gabonu v roce 2005

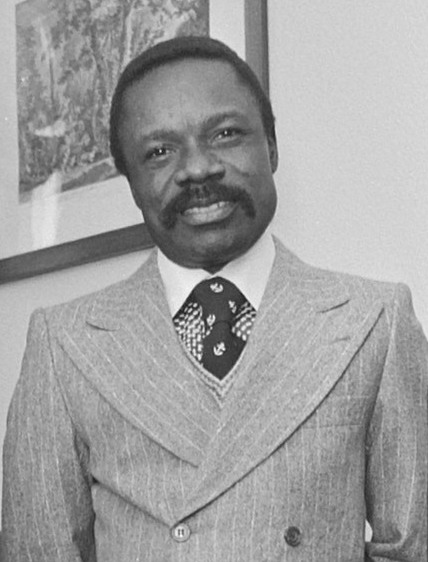
Oficiální vítěz voleb Omar Bongo (1973)

Prezidentské volby v Gabonu se konaly dne 27. listopadu 2005. Úřadující prezident Omar Bongo, který zastával tuto funkci již od roku 1967, kandidoval i v těchto volbách za Gabonskou demokratickou stranu. Podle oficiálního oznámení ministra vnitra Bongo zvítězil již v prvním kolem se ziskem 79,2 % hlasů. Prezidentskou přísahu Bongo složil 19. ledna 2006.

## Pozadí
Dne 6. října 2005 oznámil předseda Národní volební komise Gilbert Ngoulakia datum voleb, stanovených na 27. listopadu téhož roku. Bezpečnostní síly ve volbách měly hlasovat o dva dny dříve, 25. listopadu. Opoziční vůdce Zacharie Myboto tento krok odsoudil jako „další důkaz o tom, že se zákony obcházejí, aby vládnoucí režim zůstal u moci“, přičemž argumentoval tím, že pokud by vojáci měli hlasovat v jiný den než zbytek voličů, usnadnilo by to zmanipulování hlasování, protože by to umožnilo, aby vojáci hlasovali podruhé 27. listopadu. Rozhodnutí nechat vojáky volit v jiný den bylo oficiálně prezentováno jako potřeba mít je k dispozici, aby udrželi pořádek při hlasování zbytku populace.

## Volební systém
V dostatečném předstihu před volbami zrušilo Národní shromáždění omezení o maximálním počtu zvolení do funkce prezidenta. Toto dřívější omezení by znemožnilo Omaru Bongovi ve volbách kandidovat. Shromáždění také odsouhlasilo změnu volebního systému na systém relativní většiny v případě, že by kandidát nedosáhl většiny v prvním kole. Ani v takovém případě by se druhé kolo voleb nekonalo.

## Volební kampaň
Dne 6. října 2005 Ngoulakia oznámil, že volební kampaň započne o půlnoci 13. října, třicet hodit po termínu na přihlášky na kandidaturu do prezidentských voleb. Kampaň měla skončit 26. listopadu. Nesouhlasíc se složením 120členné Národní volební komise se opozice nejdříve odmítla voleb účastnit. Po jednáních jim bylo 7. října přiděleno 40 křesel v komisi a opozice bojkot ukončila. Do voleb se přihlásilo pět kandidátů.
Bongo oznámil svou kandidaturu před davem tisíců lidí v Libreville dne 1. října 2005. Během své kampaně učinil několik gest ke zmírnění chudoby, například slíbil, že 100 000 domácnostem bude poskytována zdarma voda a elektřina po dobu jednoho měsíce a na jeho mítincích byly často rozdávány peníze. Bongovi kritici s jeho kampaní nesouhlasili, neboť si dle nich jednoduše kupoval hlasy voličů.
Gabonská pokroková strana (PGP) vedená Pierrem-Louisem Angondjo Okawé 4. března 2005 oznámila, že do voleb nenominuje žádného kandidáta. Okawého odmítnutí kandidovat bylo přisuzováno jeho stáří a zhoršujícímu se zdravotnímu stavu. Agondjo Okawé zemřel v srpnu 2005 a v jeho straně se objevily vnitřní neshody ohledně volby prezidentského kandidáta.
Gabonská lidová unie opět do voleb nominovala Pierra Mamboundoua, který v předchozích prezidentských volbách v roce 1998 skončil druhý. Generální tajemník této strany Richard Moulomba tvrdil, že byl Mamboundou v roce 1998 okraden o vítězství. Podle tvrzení této strany, byl jejich kandidát v průzkumech veřejného mínění nejpopulárnější a Omar Bongo se v nich umístil až na třetím místě.
Zacharie Myboto, který dlouho zastával přední funkce v režimu prezidenta Bonga a Gabonské demokratické strany, z této strany v dubnu 2005 vystoupil. Dne 9. října 2005 oficiálně oznámil svou kandidaturu před davem více než pěti tisíc svých příznivců. Přestože na počátku téhož roku založil novou politickou stranu, Gabonskou unii pro demokracii a rozvoj (UGDD), oficiální úřady ji neuznaly a Myboto ve volbách kandidoval jako nezávislý kandidát. Tvrdě kritizoval Bonga a jeho vládu a tvrdil, že Bongo vyhrál už předchozí volby v roce 1998 podvodem. Tvrdil, že se vláda snaží vykreslit opozici jako „nezodpovědnou“, ale ve skutečnosti „jsou to oni, kdo chtějí tuto zemi spálit a chtějí, aby byla opozice zodpovědná za to, co připravuje vládní režim“. Na počátku listopadu 2005 zabránili vojáci demonstraci v Libreville na podporu Mybota.

## Volební výsledky
Ministr vnitra Clotaire-Christian Ivala oznámil oficiální výsledky voleb v televizi večer 29. listopadu 2005. Podle těchto výsledků získal Bongo výraznou většinu hlasů a byl opětovně zvolen do funkce prezidenta. Mamboundou i Myboto okamžitě označily výsledky voleb za podvod. Mezinárodní pozorovatelé však obecně volby schválili jako přijatelné.
Národní volební komise stanovila volební účast na 63,29 %, ačkoliv západní diplomat v Gabonu pod podmínkou anonymity uvedl, že se volební účast pravděpodobně pohybovala mezi 30 až 35 %. Nízkou volební účast pozorovatelé očekávali kvůli všeobecnému pocitu ve společnosti, že Bongo nevyhnutelně volby vyhraje.
| Kandidát                            | Politická strana                    | První kolo | První kolo |
| Kandidát                            | Politická strana                    | Hlasy      | %          |
| ----------------------------------- | ----------------------------------- | ---------- | ---------- |
| Omar Bongo                          | Gabonská demokratická strana        | 275 819    | 79,18 %    |
| Pierre Mamboundou                   | Gabonská lidová unie                | 47 410     | 13,61 %    |
| Zacharie Myboto                     | nezávislý                           | 22 921     | 6,58 %     |
| Augustin Mossavou King              | Gabonská socialistická strana       | 1 149      | 0,33 %     |
| Christian Maronga                   | Demokratické shromáždění            | 1 045      | 0,30 %     |
| Celkem                              | Celkem                              | 348 344    | 100 %      |
|                                     |                                     |            |            |
| Platných hlasů                      | Platných hlasů                      | 348 344    | 98,65 %    |
| Neplatných hlasů                    | Neplatných hlasů                    | 4 782      | 1,35 %     |
| Celkem hlasů                        | Celkem hlasů                        | 353 126    | 100 %      |
| Registrovaných voličů/volební účast | Registrovaných voličů/volební účast | 554 967    | 63,63 %    |

## Situace po volbách
Mamboundou a Myboto uspořádali 1. prosince 2005 tiskovou konferenci, na které uvedli, že volby byly poznamenány řadou nesrovnalostí. Mezi nimi mělo být například hlasování cizinců, vícenásobné hlasování, hlasování lidí v té době již mrtvých, kupování hlasů a další. Naléhali na obyvatele Gabonu, aby „vstali a pokojně pochodovali...aby se však chovali odpovědně“. Stovky příznivců opozice pak vyrazilo do ulic Libreville. Policie proti demonstrantům použila obušky a 23 lidí zatkla. Dne 2. prosince vyzvala vláda opozici, aby výsledky voleb přijala, aby se „vzdala všeho, co by mohlo narušit veřejný pořádek a místo toho se zaměřila na budoucnost“.
Mamboundou a Myboto následně vyzvali ke generální stávce kvůli podvádění u voleb. Později se také proti výsledkům oficiálně odvolali u soudu. Ústavní soud jejich žalobu 5. ledna 2006 zamítl, přestože zrušil volební výsledky z jedné politické místnosti v Koulamoutou kvůli „závažnému incidentu“. To ovšem nemělo na oficiální výsledky velký vliv a vítězství Bonga soud potvrdil.